# Dreamcatcher (nhóm nhạc)
Dreamcatcher (tiếng Hàn Quốc: 드림캐쳐, phiên âm: Deurimkaechyeo) là một nhóm nhạc nữ Hàn Quốc, được thành lập bởi Happy Face Entertainment vào tháng 1 năm 2017. Trước đó, vào năm 2014, nhóm đã hoạt động với tên gọi MINX với 5 thành viên JiU, SuA, Siyeon, Yoohyeon, Dami và tan rã vào năm 2016. Ở lần ra mắt thứ hai, nhóm được bổ sung thêm hai thành viên mới là Handong từ Trung Quốc và Gahyeon. Dreamcatcher chính thức tái xuất với tên gọi hiện tại vào thứ 6 ngày 13 tháng 1 năm 2017 với single đầu tiên "악몽 (Nightmare)".
Fandom của Dreamcatcher là "InSomnia" = InDreams = DreamWorld (Welcome To The DreamWorld) trong tiếng (Latin) có nghĩa là "Trong Những Giấc Mơ". Tên gọi này có ý nghĩa: Dreamcatcher và InSomnia sẽ luôn ở bên nhau, luôn có những khoảnh khắc hạnh phúc ngay cả trong những giấc mộng. InSomnia không có nghĩa chính thức là "Chứng Mất Ngủ" (Đây chỉ là nghĩa nói vui).
(Nguồn: Hôm nay mặt trăng thật đẹp 오.달.예)

## Lịch sử

### 2014 – 2015: MINX Debut "Why Did You Come To My Home" và "Love Shake"
- Nhóm đã tổ chức buổi biểu diễn trực tiếp đầu tiên tại Lễ hội Mùa hè Thung lũng Oak vào ngày 9 tháng 8 năm 2014, nơi họ biểu diễn hai bài hát gốc: "Action" và "Why Did You Come To My Home". Vào ngày 15 tháng 9, Happy Face Entertainment đã công bố nhóm nhạc nữ mới của họ. Minx đã phát hành đĩa đơn kỹ thuật số đầu tay của họ "Why Did You Come to My Home" vào ngày 18 tháng 9. Minx ra mắt chính thức trên M Countdown vào ngày 18 tháng 9 và kết thúc quảng bá vào ngày 26 tháng 10 với màn trình diễn cuối cùng trên Inkigayo.
- Vào tháng 7 năm 2015, Minx phát hành EP đầu tiên của nhóm, mang tên Love Shake cùng tên cho đĩa đơn chính. Đĩa đơn được quảng bá là một "bài hát vui tươi" "phù hợp với mùa hè", và là bản làm lại của bài hát "Love Shake" từ album Bang Bang của tiền bối cùng công ty Dal Shabet. Cùng ngày, Minx tổ chức buổi giới thiệu báo chí tại Ellui, một câu lạc bộ ở Seoul. Nhóm đã biểu diễn sân khấu trở lại đầu tiên trên The Show vào ngày 30 tháng 6 và Show Champion vào ngày 1 tháng 7.MINX biểu diễn trên stage vào năm 2015

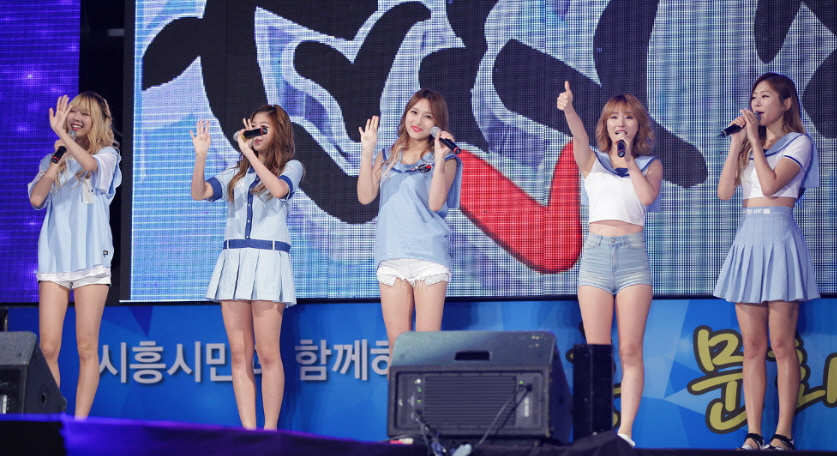
MINX biểu diễn trên stage vào năm 2015

### 2016: Cải tổ, debut lần thứ hai với tên gọi mớiDreamcatcher
- Tháng 11/2016, Happy Face Entertainment thông báo 5 thành viên của MINX cùng với 2 thực tập sinh Handong và Gahyeon sẽ debut trong 1 nhóm nhạc mới có tên là Dreamcatcher.

### 2017: Chính thức debut với single"Nightmare", trở lại với "Fall Asleep In The Mirror" và phát hành mini albumđầu tiên "Prequel"
- Thứ 6, ngày 13/1/2017, nhóm chính thức debut với single ''악몽 (惡夢) (Nightmare)'' cùng ca khúc chủ đề "Chase Me". Ngày debut của Dreamcatcher có ý nghĩa liên quan đặc biệt tới concept chủ đạo của nhóm đó là ma quỷ, kinh dị, một concept độc đáo mà chưa có nhóm nhạc nào dám thử qua.
- Ngày 19/1/2017, nhóm bắt đầu chào sân quảng bá "Chase Me" trên M Countdown.
- Ngày 5/4/2017, nhóm trở lại với single "악몽: Fall Asleep In The Mirror'' cùng ca khúc chủ đề "Good Night".
- Ngày 27/7/2017, nhóm phát hành mini album thứ nhất "Prequel", mini album có 6 bài hát, trong đó ca khúc chủ đề là    "날아올라 (Fly High)". Ngay sau khi phát hành, "Prequel" đã đạt #5 trên bảng xếp hạng Billboard World Albums Chart. Đồng thời ca khúc chủ đề "날아올라 (Fly High)" đã đạt #1 trên bảng xếp hạng US iTunes Kpop Top 100.

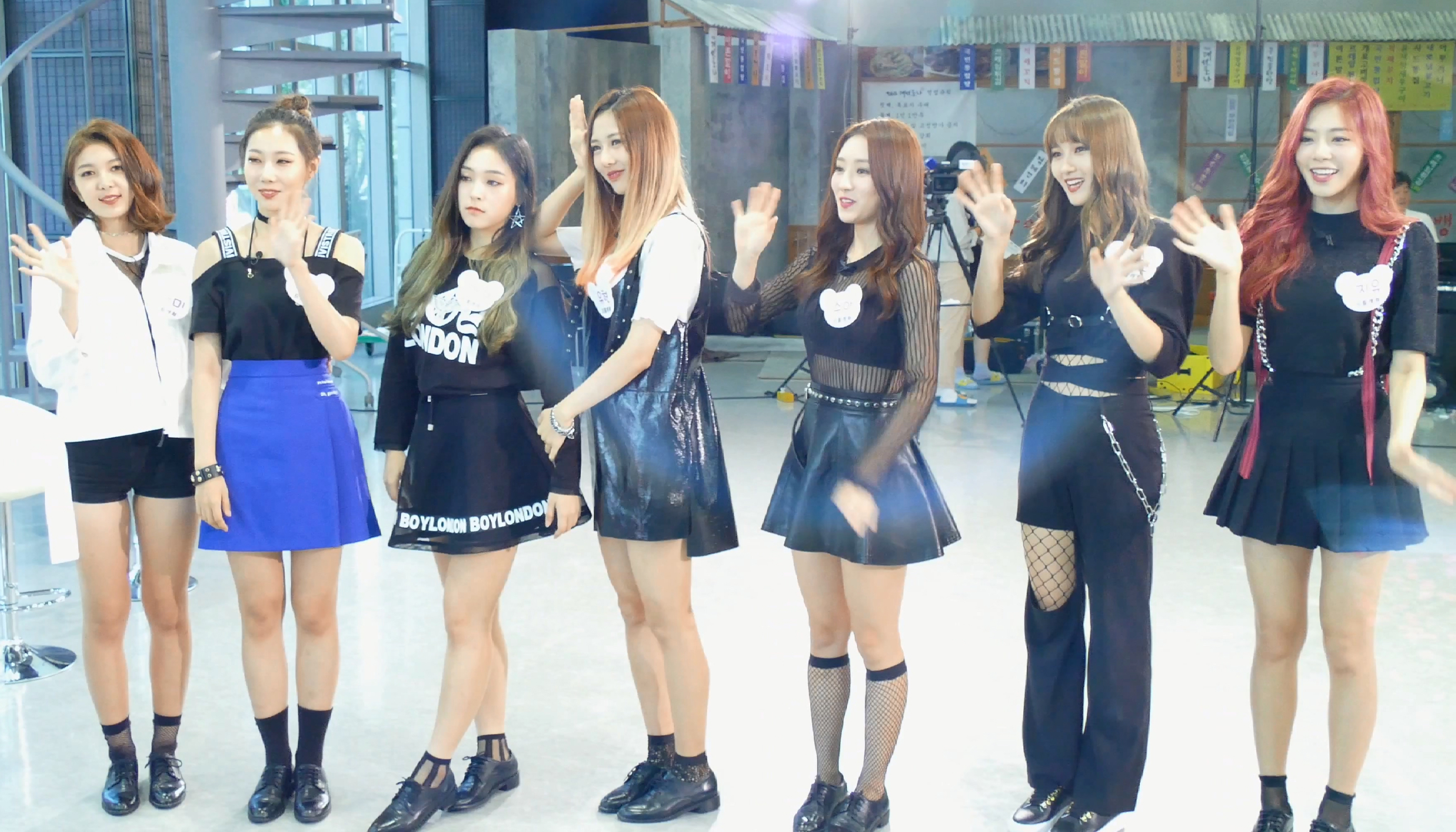
Dreamcatcher ngày 22/8/2017 Từ trái sang phải: Dami, Handong, Gahyeon, Yoohyeon, SuA, Siyeon, JiU

- Ngày 1/8/2017, Happy Face Entertainment thông báo Dreamcatcher sẽ tổ chức tour diễn thế giới đầu tiên của nhóm sau khi hoàn thành việc quảng bá cho mini album "Prequel".
- Ngày 8/12/2017, Dreamcatcher thông báo về sự kết hợp với MyMusicTaste, theo đó nhóm sẽ tổ chức biểu diễn tại 7 nước châu Âu vào tháng 2 năm 2018, một phần trong tour diễn vòng quanh thế giới "Fly High".
- Cuối năm 2017, Dreamcatcher đã nhận được nhiều đánh giá tích cực từ các nhà phê bình âm nhạc trên thế giới cho concept ma quỷ, kinh dị độc đáo, đồng thời là cho dòng nhạc Rock/Metal chủ đạo trong các bài hát của nhóm, đây là ý tưởng mà chưa từng có nhóm nhạc nữ Kpop nào dám thực hiện. "Chase Me" lập tức leo lên #19 trên bảng xếp hạng Billboard's Best K-pop Songs of 2017. Ngay sau đó, Dreamcatcher đã đạt #3 trên bảng xếp hạng Billboard's Best New K-pop Acts năm 2017.
- Ngày 28/12/2017, Happy Face Entertainment thông báo Dreamcatcher sẽ tổ chức buổi fan-meeting vào ngày 13/1/2018 để kỷ niệm 1 năm hoạt động của nhóm. Chỉ chưa đến 1 phút, toàn bộ 400 vé đã được bán sạch ngay sau khi được mở bán công khai vào ngày 2/1/2018.

### 2018: Single đặc biệt"Full Moon"và tour diễn"Fly High"tại châu Âu, sự ra đời của tên Fanclub, phát hành Mini Album 2nd "Escape the ERA" và phát hành Mini Album 3rd "Alone In The City"
- Ngày 4/1/2018, Happy Face Entertainment thông báo Dreamcatcher sẽ phát hành single đặc biệt "Full Moon" dành tặng fan vào ngày 12/1/2018 để kỷ niệm tròn 1 năm hoạt động của nhóm. "Full Moon" được sáng tác bởi 2 nhạc sĩ Ollounder và LEEZ, những người đã sáng tác các bài hát trước đó của nhóm như "Wake Up", "Sleep-walking" và "괜찮아! (Trust Me)". Cũng theo thê loại Rock/Metal, "Full Moon" là sự hồi tưởng những kỉ niệm đẹp giữa Dreamcatcher và fan hâm mộ. Trước đó, nhóm đã nhá hàng cho sản phẩm mới này với việc tung ảnh teaser vào lúc 13 giờ 13 phút hàng ngày, kèm theo đó là một từ khóa manh mối về tựa đề và lời của bài hát.
- Ngày 12/1/2018, Dreamcatcher chính thức phát hành single đặc biệt "Full Moon" cùng với một MV quảng bá ngắn. Nội dung trong MV là sự tiếp nối của "Nightmare", câu chuyện xuyên suốt bộ ba sản phẩm âm nhạc trước đó của nhóm, đồng thời cuối MV cũng thông báo về kế hoạch trở lại của nhóm vào tháng 3 sắp tới. Sau khi phát hành, "Full Moon" đã đạt được thứ hạng cao trên các bảng xếp hạng iTunes K-pop Top 100 tại nhiều quốc gia.
- Ngày 13/1/2018, Dreamcatcher tổ chức buổi fan-meeting tại nhà hát lớn Mary Hall, trường đại học Sogang, tại đây nhóm đã lần đầu tiên trình diễn ca khúc "Full Moon" trước sự hiện diện của hơn 400 fan hâm mộ.
- Ngày 10/3/2018, Công ty giải trí Happyface thông báo tên gọi chính thức của Fanclub Dreamcatcher là Insomnia (Tạm dịch: Trong giấc mơ)
- Ngày 10/5/2018, Dreamcatcher phát hành mini album thứ hai mang tên "Escape the ERA", đánh dấu kết thúc cho series "Nightmare" với bài hát chủ đề You And I.You and I cũng được người khác yêu thích vì vừa hay vừa "kinh dị"
- Ngày 20/9/2018, Sau đợt comeback gây kha khá tiếng vang với You and I, Dreamcatcher chính thức quay trở lại sàn đấu K-Pop với Mini album "Alone In The City" với ca khúc chủ đề "What"
- Ngày 16/1/2019, Dreamcatcher tung ca khúc "Over The Sky" cho album cùng tên - Một ca khúc đặc biệt để tặng fan hâm mộ

### 2019: Phát hành Mini Album 4th "The End of Nightmare",  Có Tour diễn toàn cầu: "Invitation from Nightmare City", Biểu diễn "The Beginning of The End" tại Nhật Bảnvà Phát hành Special Mini Album "Raid of Dream"
- Ngày 13/2/2019, The End of Nightmare chính thức "ra lò" cùng với bài hát chủ đề "PIRI". Ca khúc PIRI không làm cho cộng đồng fan Dreamcatcher - Insomnia, thất vọng khi ca khúc vẫn theo thể loại Rock/Metal mà nhóm theo đuổi.
- Ngày 2/9/2019, một loạt các bức ảnh có tiêu đề 'Mật mã bí ẩn # 01' đã được đăng lên Instagram, có thể là để giới thiệu một bản phát hành mới. Ngày hôm sau, một 'Mật mã bí ẩn # 02' mới được đăng lên Instagram của nhóm, bao gồm 2 bức ảnh và một đoạn video. Sau đó, một lịch trình Comeback đã được tiết lộ - xác nhận việc phát hành một mini album đặc biệt mới, Raid of Dream.
- Ngày 11/9/2019, nhóm đã phát hành full album tiếng Nhật đầu tiên mang tên The Beginning of The End, bao gồm các phiên bản tiếng Nhật của hầu hết các ca khúc chủ đề và 2 đĩa đơn tiếng Nhật mới. Video âm nhạc cho ca khúc 'Breaking Out' đã được phát hành 2 ngày trước khi phát hành album và Dreamcatcher đã tổ chức một buổi giới thiệu để quảng bá và biểu diễn các bài hát tiếng Nhật mới vào ngày 14 tháng 9 - một sự kiện được phát sóng trên LINE Live. Cùng với việc phát hành album trở lại tiếng Hàn Raid of Dream của Dreamcatcher, MV ca khúc tiếng Hàn mới của nhóm "Deja Vu" đã được công bố vào ngày 18 tháng 9 sau một loạt các đoạn teaser và trailer. Một phiên bản tiếng Nhật của bài hát cũng được đăng tải đồng thời. Bài hát này là sự hợp tác chính thức với game mobile 'King's Raid'.
- Ngày 24/10/2019, sau khi kết thúc chương trình quảng bá 'Deja Vu', nhóm bắt đầu khởi động Tour diễn toàn cầu mang tên: "Invitation from Nightmare City" tại Châu Âu lần thứ hai, cụ thể tại các thành phố London (24/10), Milan (27/10), Berlin (30/10), Warsaw (1/11), Paris (11). 3), Amsterdam (5 tháng 11) và cuối cùng là Helsinki (7 tháng 11). Sau đó, nhóm cũng đã hoàn thành xuất sắc chuyến lưu diễn đầu tiên tại Hoa Kỳ, nơi họ biểu diễn tại các thành phố Los Angeles (6/12), Chicago (8/12), Dallas (11/12), Orlando (13/12) và Jersey. TP (15/12). Handong vắng mặt trong cả các chuyến lưu diễn Châu Âu và Châu Mỹ vì lý do không xác định vào thời điểm đó, sau đó cô được tiết lộ là tham gia chương trình Idol Producer ("Thanh Xuân Có Bạn 2").

### 2020: Thành viên Handong tham gia"Thanh Xuân Có Bạn 2",Phát hành 1st Full Album: "Dystopia: The Tree of Language",Concert Online đầu tiên 'Global Streaming Into The Night & Dystopia', Phát hành Mini Album 5th "Dystopia: Lose Myself", Concert Online lần thứ 2 "Dreamcatcher Dystopia: Seven Spirits online concert with Live Band".
- Ngày 3 tháng 2, Dreamcatcher đã tiết lộ lịch trình teaser cho 1st Full Album tiếng Hàn đầu tiên của nhóm. 1st Full Album đầu tiên này — "Dystopia: The Tree of Language" được phát hành vào ngày 18 tháng 2, cùng với video âm nhạc cho "Scream", một bài hát EDM uptempo. Mặc dù đây là lần quảng bá đầu tiên kể từ khi ra mắt mà nhóm biểu diễn với sáu thành viên (Handong không có mặt do cô ấy tham gia Idol Producer), vũ đạo cho "Scream" vẫn được biên đạo cho bảy thành viên để có thể tham gia đầy đủ các thành viên trong tương lai. Tổng cộng, album có tám bài hát mới, được kết hợp với hai bài hát dành cho người hâm mộ trước đó của Dreamcatcher là "Full Moon" và "Over the Sky", cũng như bài hát đầu tay "Paradise" của Siyeon.
- Đĩa đơn tiếng Nhật thứ ba của Dreamcatcher, có tựa đề 'Endless Night', được phát hành vào ngày 11 tháng 3, sau khi MV chính thức được phát hành một tuần trước đó thông qua kênh YouTube của ponycanyon. Vào ngày 12 tháng 3, tài khoản Twitter chính thức của Dreamcatcher đã công khai và thông báo ủng hộ việc Handong tham gia vào chương trình sản xuất Thần tượng Trung Quốc 'Youth With You' khi chương trình phát sóng tập đầu tiên. Từ ngày 20 tháng 3, Dreamcatcher đã thực hiện một đợt quảng bá tiếp theo kéo dài 2 tuần cho "Black or White", một bài hát trong 1st Full Album đầu tiên của họ, vài ngày sau khi các đợt quảng bá cho "Red Sun" và "Scream" kết thúc vào tuần thứ hai của tháng 3.
- Ngày 1 tháng 5, Milenasia Project thông báo rằng Dreamcatcher, cùng với nhóm nhạc nam Hàn Quốc IN2IT và nữ nghệ sĩ solo AleXa sẽ góp mặt trong bài hát mang tên 'Be The Future'. Dự án, được hỗ trợ bởi Liên minh Giáo dục Toàn cầu của UNESCO, nhấn mạnh tầm quan trọng của việc duy trì các thực hành vệ sinh tốt và bày tỏ lòng biết ơn sâu sắc nhất tới đội ngũ giảng viên trên toàn thế giới vì những nỗ lực không ngừng trong việc giáo dục học sinh trong đại dịch COVID-19. MV của bài hát được phát hành vào ngày 6 tháng 5.
- Ngày 16 tháng 6, Dreamcatcher đã phát hành một đoạn teaser giới thiệu các thành viên trong một buổi ghi âm, kết thúc bằng dòng chữ 'R.o.S.E BLUE'. Một video tiếp theo đã tiết lộ và thông báo rằng nhóm sẽ hát bài hát 'R.o.S.E BLUE' với tư cách là O.S.T cho game mobile 'Girl Cafe Gun'. Bài hát được phát hành vào ngày 15 tháng 7 lúc 6 giờ chiều. Sau 'Deja Vu' vào năm 2019, đây là nhạc phim thứ hai mà Dreamcatcher đã sản xuất cho một game mobile.
- Là một phần của sự hợp tác với MyMusicTaste, Dreamcatcher đã tổ chức Concert Online có tên là 'Global Streaming Into The Night & Dystopia' gồm 6 thành viên (vì Handong đang ở Trung Quốc) vào ngày 4 tháng 7 lúc 23:59. Đây là Concert Online đầu tiên của nhóm được tổ chức cho khán giả toàn cầu.
- Ngày 8 tháng 7, Siyeon đã phát hành ca khúc OST thứ hai 'Good Sera' cho bộ phim Memorials, sau khi hợp tác với Love & Secret OST Two of Us vào năm 2014.
- Ngày 30 tháng 7, Dreamcatcher đã tiết lộ lịch trình teaser cho EP thứ năm của họ. EP thứ năm, "Dystopia: Lose Myself" được phát hành vào ngày 17 tháng 8. MV cho ca khúc chủ đề 'BOCA' từ mini-album thứ năm Dystopia: Lose Myself được phát hành lúc 6 giờ chiều ngày 18. MV đã vượt hơn 4 triệu lượt xem chỉ trong 1 ngày, phá kỷ lục lần Comeback trước đó với "Scream". "Dystopia: Lose Myself" nhanh chóng trở thành album bán chạy nhất của họ cho đến nay, đã bán được 86,874 bản tại Hàn Quốc trong hai tuần đầu tiên. Thành viên Yoohyeon cũng thông báo qua VLive (một ứng dụng mà các thần tượng Kpop có thể tạo video trực tiếp để tương tác với người hâm mộ của họ) rằng Handong đang hoàn thành lịch trình của mình và sẽ sớm trở lại Hàn Quốc.
- Ngày 16 tháng 10, Handong chính thức trở lại nhóm. Handong cũng phát hành bài hát solo đầu tay của cô, First Light of Dawn vào ngày 19 tháng 10.
- Ngày 7 tháng 11, Dreamcatcher đã tổ chức Concert Online lần thứ 2 có tên là "Dreamcatcher Dystopia: Seven Spirits online concert with Live Band". Concert đã bán hơn 12 ngàn vé của hơn 120 quốc gia trên thế giới. Ngày 9 tháng 11, Dreamcatcher chính thức gia nhập nền tảng truyền thông xã hội Weverse.
- Ngày 20 tháng 11, Dreamcatcher phát hành đĩa đơn tiếng Nhật thứ tư 'No More'. Vào ngày 21 tháng 11, Siyeon phát hành ca khúc OST thứ ba 'No Mind' cho bộ phim truyền hình Get Revenge.
- Ngày 27 tháng 11, Dreamcatcher thông báo rằng họ sẽ hát bài hát chủ đề mở đầu cho loạt phim truyền hình anime King's Raid: Successors of the Will, bài hát chủ đề là 'Eclipse'.

### 2021: Comeback với 6th Mini Album "Dystopia: Road to Utopia",Dreamcatcher Company thông báo ra mắt Lightstick Official Ver. 1 sau 4 năm hoạt động, Phát hành 4th Single Album Japan "Eclipse", Concert Online lần thứ 3: "Dreamcatcher: Crossroads" (Concert chia làm 2 ngày Utopia và Dystopia), Summer Holiday, Concert online: Halloween Midnight Circus.
- Ngày 11 tháng 1, Dreamcatcher Company đã công bố lịch trình về phần thứ 3 (để hoàn thành trilogy của Dystopia) sự trở lại của nhóm với 6th Mini Album "Dystopia: Road to Utopia", được phát hành vào ngày 26 tháng 1, với bài hát chủ đề là "Odd Eye". Lần trở lại này là lần trở lại đầu tiên của thành viên Handong sau khi trở lại nhóm.
- Ngày 13 tháng 1, Lightstick chính thức của Dreamcatcher có tên là Mongmongie và áo choàng chính thức đầu tiên đã được công bố nhân kỷ niệm 4 năm ngày ra mắt của nhóm.
- Ngày 26 tháng 1, MV ca khúc chủ đề "Odd Eye" và Album đã chính thức được phát hành vào lúc 6 giờ chiều theo giờ Hàn Quốc. Sau khi phát hành, Album đã đứng đầu "Bảng xếp hạng Album toàn cầu" của iTunes ở 16 quốc gia, và cả ở 35 quốc gia. Album lọt vào TOP 10 trên iTunes, bài hát chủ đề "Odd Eye" trên BXH âm nhạc Hàn Quốc Genie đứng thứ sáu, và trên Bugs đứng thứ nhất, cả năm bài hát trong Album đều chiếm vị trí thứ nhất đến thứ năm cùng lúc BXH Bugs, thể hiện thành tích tốt nhất kể từ khi nhóm ra mắt.
- Ngày 13 tháng 2, với ca khúc mới "Odd Eye", nhóm đã đứng đầu danh sách BILLBOARD NEXT BIG SOUND, trở thành nhóm nhạc nữ thần tượng Hàn Quốc đầu tiên trong lịch sử có được vị trí đầu tiên trong danh sách BILLBOARD NEXT BIG SOUND.
- Ngày 24 tháng 3, đĩa đơn thứ tư Japan "Eclipse" được phát hành, là bài hát chủ đề mở đầu cho loạt phim truyền hình anime King's Raid: Successors of the Will.
- Ngày 25, 26 tháng 3, Dreamcatcher Company đã tổ chức Concert Online lần thứ 3 có tên là "Dreamcatcher: Crossroads", Concert được chia làm 2 phần đó là "Utopia" và "Dystopia". Phần Utopia nhóm sẽ hát những bài hát rock, metal được chuyển thể thành phiên bản Acoustic, Ballad nhẹ nhàng; còn phần Dystopia thì nhóm sẽ trình diễn những bài hát mạnh mẽ thường thấy, nhiều chất rock và metal hơn. Concert lần này đã bán hơn 20000+ vé trên toàn thế giới, vượt qua cả Concert Online được tổ chức vào 7/11 của nhóm.
- Ngày 1 tháng 7, Dreamcatcher thông báo hợp đồng quản lý với Pony Canyon sẽ kết thúc vào ngày 31 tháng 8 năm 2021.
- Ngày 30 tháng 7, Dreamcatcher đã trở lại với bài hát "BEcause" và đĩa mở rộng đặc biệt "Summer Holiday".
- Ngày 30 tháng 10, concert online: ''Halloween Midnight Circus''

### 2022: Comeback với 2nd Full Album "Apocalypse: Save Us", tham gia KPop Flex và Primavera Sound; Apocalypse: Follow Us
- Ngày 12 tháng 4, Dreamcatcher chính thức trở lại với full album thứ 2 "Apocalypse: Save Us" và bài hát chủ đề "Maison". Đây cũng là full album đầu tiên với đầy đủ 7 thành viên, giới thiệu 14 bài hát mới (trong đó gồm 7 bài hát solo với sự tham gia sáng tác của 7 thành viên). Ngoài ra, Dreamcatcher cũng tổ chức 1 mini concert với hình thức online lẫn offline.
- Ngày 20 tháng 4, nhóm giành được chiến thắng đầu tiên trên một chương trình âm nhạc với ca khúc "Maison" trên Show Champion của MBC M, sau 1.924 ngày kể từ khi ra mắt. Đây cũng là kỷ lục mới cho các nhóm nhạc nữ về thời gian dài nhất từ khi ra mắt đến chiến thắng đầu tiên.[1]
- Ngày 26 tháng 4, Dreamcatcher kết thúc chuỗi quảng bá cho album này với màn trình diễn cuối cùng trên The Show của SBS MTV, nơi họ giành chiến thắng thứ hai trên một chương trình âm nhạc.
- Ngày 27 tháng 4, Dreamcatcher Company thông báo về Apocalypse: Save Us World Tour, dự kiến diễn ra tại Mỹ từ ngày 28 tháng 6 đến ngày 20 tháng 7, với các điểm dừng chân ở New York City, Reading, Louisville, Chicago, Minneapolis, Denver, San Francisco và Los Angeles. Sau thông báo ban đầu, đã được thêm một buổi biểu diễn tại Los Angeles và Mexico City do nhu cầu lớn của khán giả.
- Ngày 15 tháng 5, Dreamcatcher trình diễn tại Frankfurt, Đức trong KPOP.FLEX, một trong những lễ hội K-pop lớn nhất từng được tổ chức ở Châu Âu.
- Ngày 4 tháng 6, Dreamcatcher sẽ tham dự Primavera Sound - Barcelona, Tây Ban Nha để biểu diễn sau khi trở thành nhóm K-pop đầu tiên được mời đến tham gia Festival Primavera Sound.[2]
- Ngày 16 tháng 8, SuA phát hành bài hát OST đầu tiên của mình mang tên "Still With You" cho bộ phim truyền hình Café Minamdang.
- Ngày 4 tháng 10, Dreamcatcher Company thông báo về một chặng đường mới trong tour diễn thế giới năm 2022, khi Dreamcatcher quay trở lại châu Âu lần đầu tiên kể từ tháng 11 năm 2019. Tour Apocalypse: Follow Us được lên kế hoạch bắt đầu từ ngày 14 tháng 11 và ghé thăm năm quốc gia: Đức, Hà Lan, Ba Lan, Vương quốc Anh và Pháp.
- Ngày 11 tháng 10, Dreamcatcher phát hành mini album thứ bảy của họ mang tên "Apocalypse: Follow Us" cùng đĩa đơn chủ đạo "Vision". "Vision" được tạp chí Dazed xếp hạng vị trí thứ 16 trong danh sách "Những bản nhạc K-pop xuất sắc nhất năm 2022".
- Vào tháng 11, tất cả bảy thành viên của Dreamcatcher đã gia hạn hợp đồng trước thời hạn, trước khi hết hợp đồng hiện tại của họ.

### 2023 - hiện nay: Tri ân fan cùng Digital Single "Reason",comeback 2 với Mini Album thứ 8th "Apocalypse: From Us" và thứ 9th "VillainS" và cán mốc 1 triệu bản album bán ra sau 7 năm hoạt động
- Ngày 13 tháng 1, Dreamcatcher phát hành đĩa đơn nhạc số "Reason" với bài hát cùng tên nhằm tri ân người hâm mộ đã luôn ủng hộ nhóm nhân dịp kỉ niệm 6 năm ra mắt.
- Ngày 18 tháng 1, được công bố lịch trình Reason: Makes Dreamcatcher 2023 US tour, với các điểm dừng chân tại Atlanta, Washington, D.C., New York City, Reading, Chicago, Denver, Irving, Oakland và Los Angeles, bắt đầu từ ngày 28 tháng 2 và kết thúc vào ngày 20 tháng 3.
- Ngày 21 tháng 4, Dreamcatcher biểu diễn tại Las Vegas, trong sự kiện WeBridge Expo 2023 lần đầu tiên được tổ chức.
- Ngày 20 tháng 5, Dreamcatcher là một trong những nghệ sĩ được mời tham gia một buổi hòa nhạc đặc biệt để kỷ niệm một năm thành lập Ngôi nhà Xanh.
- Ngày 24 tháng 5, Dreamcatcher phát hành mini album thứ tám của họ mang tên Apocalypse: From Us, kèm theo đĩa đơn chủ đạo "Bon Voyage".
- Ngày 26 tháng 7,Dreamcatcher chính thức công bố lịch trình  2023 World Tour Apocalypse:From Us,với các điểm dừng chân tại Montreal,Toronto,Cincinnati,Nashville và Orlando,bắt đầu từ ngày 3 tháng 9 đến hết ngày 13 tháng 9.
- Ngày 22 tháng 11,Dreamcatcher phát hành mini album thứ chín của nhóm mang tên VillainS , kèm theo đĩa đơn chủ đạo "OOTD".
- Ngày 30 tháng 11,Dreamcatcher cán mốc hơn 1 triệu bản album bán ra sau gần 7 năm hoạt động,chính thức trở thành 1 trong số những nhóm nhạc bán được triệu bản bên cạnh nhiều nhóm nhạc tên tuổi khác.

## Thành viên
In đậm là nhóm trưởng
| Nghệ danh | Nghệ danh | Nghệ danh | Tên khai sinh | Tên khai sinh | Tên khai sinh  | Tên khai sinh | Tên khai sinh | Vai trò                                | Ngày sinh        | Nơi sinh                           | Quốc tịch  |
| Latinh    | Hangul    | Kana      | Latinh        | Hangul        | Kana           | Hanja         | Hán-Việt      | Vai trò                                | Ngày sinh        | Nơi sinh                           | Quốc tịch  |
| JiU       | 지유      | ジユ      | Kim Min-ji    | 김민지        | キム・ミンジ   | 金旼祉        | Kim Mân Chỉ   | Lead Dancer, Lead Vocalist, Visual     | 17 tháng 5, 1994 | Daejeon, Hàn Quốc                  | Hàn Quốc   |
| SuA       | 수아      | スア      | Kim Bo-ra     | 김보라        | キム・ボラ     | 金宝拉        | Kim Bảo Lạp   | Main Dancer, Lead Rapper, Sub Vocalist | 10 tháng 8, 1994 | Changwon, Gyeongsang Nam, Hàn Quốc | Hàn Quốc   |
| Siyeon    | 시연      | シヨン    | Lee Si-yeon   | 이시연        | イ・シヨン     | 李始娟        | Lý Thủy Quyên | Main Vocalist                          | 1 tháng 10, 1995 | Daegu, Hàn Quốc                    | Hàn Quốc   |
| Handong   | 한동      | ハンドン  | Hán Dōng      | 한동          | ハン・ドン     | 韩东          | Hàn Đông      | Sub Vocalist                           | 26 tháng 3, 1996 | Vũ Hán, Trung Quốc                 | Trung Quốc |
| Yoohyeon  | 유현      | ユヒョン  | Kim Yoo-hyeon | 김유현        | キム・ユヒョン | 金裕賢        | Kim Dụ Hiền   | Lead Vocalist                          | 7 tháng 1, 1997  | Incheon, Hàn Quốc                  | Hàn Quốc   |
| Dami      | 다미      | ダミ      | Lee Yu-bin    | 이유빈        | イ・ユビン     | 李愈彬        | Lý Dũ Bân     | Main Rapper, Lead Dancer, Sub Vocalist | 7 tháng 3, 1997  | Seoul, Hàn Quốc                    | Hàn Quốc   |
| Gahyun    | 가현      | ガヒョン  | Lee Ga-hyun   | 이가현        | イ・ガヒョン   | 李佳泫        | Lý Giai Huyên | Lead Rapper, Sub Vocalist,             | 3 tháng 2, 1999  | Seongnam, Gyeonggi, Hàn Quốc       | Hàn Quốc   |

## Danh sách đĩa nhạc
Album (KOR)
| Tên                            | Chi tiết                                                                                                  | Danh sách bài hát | Xếp hạng cao nhất KOR | Doanh thu |
| ------------------------------ | --- | --- | --------------------- | --------- |
| Prequel                        | Ngày phát hành: 27/7/2017 Nhãn đĩa: Happy Face Entertainment, Interpark Định dạng: CD, Digital Download   | 1. Intro: Before & After Sáng tác: Ollounder, LEEZ 2. 날아올라 (Fly High) (bài hát chủ đề) Sáng tác: SEION Lời bài hát: SEION Đạo diễn MV: Yoo Sung Kyeon 3. Wake Up Sáng tác: Ollounder, LEEZ Lời bài hát: 김보은 (Jam Factory) 4. Sleep-walking Sáng tác: LEEZ, Ollounder Lời bài hát: LEEZ, Ollounder 5. 괜찮아! (Trust Me) Sáng tác: Ollounder Lời bài hát: Ollounder 6. Fly High (Inst.) Sáng tác: SEION       | 4                     | 11,268    |
| Escape the ERA                 | Ngày phát hành: 10/5/2018 Nhãn đĩa: Happy Face Entertainment, Interpark Định dạng: CD, Digital Download   | 1. Intro: Inside-Outside Sáng tác: LEEZ 2. You And I (bài hát chủ đề) Sáng tác: LEEZ, Ollounder Lời bài hát: LEEZ, Ollounder, Dami 3. Mayday Sáng tác: Ollounder, LEEZ,정윤 Lời bài hát: Ollounder, LEEZ 4. 어느별 (Which A Star) Sáng tác: LEEZ, Ollounder Lời bài hát: LEEZ, Ollounder 5. Scar (이 더럽고도 추한...) Sáng tác: SPACE ONE, 양지훈 Lời bài hát: Dami 6. You And I (Inst.) Sáng tác: LEEZ, Ollounder | 3                     | 25,436    |
| Alone In the City              | Ngày phát hành: 20/9/2018 Nhãn đĩa: Happy Face Entertainment, Genie Music Định dạng: CD, Digital Download | 1. Intro Sáng tác: Ollounder, LEEZ 2. What (bài hát chủ đề) Sáng tác: 김희원, Tasco, 위더베스트 Lời bài hát: 김희원, Tasco, 위더베스트, Dami 3. Wonderland Sáng tác: Ollounder, LEEZ Lời bài hát: Ollounder, LEEZ 4. Trap Sáng tác: SPACE ONE, Le`mon Lời bài hát: Le`mon 5. July 7th (약속해 우리) Sáng tác: LEEZ, Ollounder Lời bài hát: LEEZ, Ollounder 6. What (Inst.) Sáng tác: 김희원, Tasco, 위더베스트      | 2                     | 38,310    |
| The End Of Nightmare           | Ngày phát hành: 13/2/2019 Nhãn đĩa: Dreamcatcher Company Định dạng: CD, digital download                  | 1. Intro 2. Piri (피리) 3. Diamond 4. And There Was No One Left (그리고 아무도 없었다) 5. Daydream (백일몽) 6. Piri (Inst.) | 3                     | 31,538    |
| Raid of Dream                  | Ngày phát hành: 18/9/2019 Nhãn đĩa: Dreamcatcher Company Định dạng: CD, digital download                  | 1. Intro 2. Deja Vu (데자부) 3. The Curse of the Spider (거미의 저주) 4. Silent Night 5. Polaris (북극성) | 3                     | 34,780    |
| Dystopia: The Tree of Language | Ngày phát hành: 18/2/2020 Nhãn đĩa: Dreamcatcher Company Định dạng: CD, digital download                  | 1. Intro 2. Scream 3. Tension 4. Red Sun 5. Black or White 6. Jazz Bar 7. SAHARA 8. In the Frozen 9. 새벽 (Daybreak) 10. Full Moon 11. 하늘을 넘어 (Over the Sky) 12. Outro 13. Scream (Inst.) 14. Special Track: Paradise (Siyeon solo) | 3                     | 59,899    |
| Dystopia: Lose Myself          | Ngày phát hành: 17/8/2020 Nhãn đĩa: Dreamcatcher Company Định dạng: CD, digital download                  | 1. Intro 2. BOCA 3. Break The Wall 4. Can't get you out of my mind 5. Dear 6. BOCA (Inst.) | 2                     | 101,567   |
| Dystopia: Road to Utopia       | Ngày phát hành: 26/1/2021 Nhãn đĩa: Dreamcatcher Company Định dạng: CD, digital download                  | 1. Intro 2. Odd Eye 3. Wind Blows 4. Poison Love 5. 4 Memory 6. New Days 7. Odd Eye (Inst.) | 1                     | 126,428   |
| Summer Holiday                 | Ngày phát hành: 30/7/2021 Nhãn đĩa: Dreamcatcher Company Định dạng: CD, digital download                  | 1. Intro 2. BEcause 3. Airplane 4. Whistle 5. Alldaylong 6. A heart of sunflower | 2                     | 129,715   |
| Apocalypse: Save us            | Ngày phát hành: 12/4/2022 Nhãn đĩa: Dreamcatcher Company Định dạng: CD, digital download                  | 1. Intro: Save Us 2. Locked inside a door 3. Maison 4. Starlight 5. Together 6. Always 7. Skit: The Seven Doors 8. Cherry (Real Miracle) (JiU solo) 9. No Dot (SuA solo) 10. Entrancing (Siyeon solo) 11. Winter (Handong solo) 12. For (Yoohyeon solo) 13. Beauty Full (Dami solo) 14. Playground (Gahyeon solo)                                                                                                   | 4                     | 136,239   |
| Apocalypse: Follow Us          | Ngày phát hành: 11/10/2022 Nhãn đĩa: Dreamcatcher Company Định dạng: CD, digital download                 | 1. Intro: Chaotical X 2. Vision 3. Fairytale 4. Some Love 5. 이 비가 그칠 때면 (Rainy Day) 6. Outro: Mother Nature | 1                     |           |

Single
| Tên                             | Chi tiết | Danh sách bài hát | Xếp hạng cao nhất KOR | Doanh thu   |
| ------------------------------- | --- | --- | --------------------- | ----------- |
| 악몽 (惡夢) (Nightmare)         | Ngày phát hành: 13/1/2017 Nhãn đĩa: Happy Face Entertainment, Interpark Music Định dạng: CD, Digital Download | 1. Intro: Welcome To Dream Sáng tác: Super Bomb 2. Chase Me (bài hát chủ đề) Sáng tác: Super Bomb Lời bài hát: 김보은 (Jam Factory), Super Bomb Đạo diễn MV: Digipedi 3. 소원 하나 (Emotion) Sáng tác: Super Bomb Lời bài hát: Super Bomb 4. Chase Me (Inst.) Sáng tác: Super Bomb | 25                    | KOR: 3,576+ |
| 악몽: Fall Asleep In the Mirror | Ngày phát hành: 5/4/2017 Nhãn đĩa: Happy Face Entertainment, Interpark Music Định dạng: CD, Digital Download  | 1. Intro: My Toys Sáng tác: Super Bomb 2. Good Night (bài hát chủ đề) Sáng tác: Super Bomb Lời bài hát: 김보은 (Jam Factory), Super Bomb Đạo diễn MV: Digipedi 3. Lullaby Sáng tác: Super Bomb Lời bài hát: Super Bomb 4. Good Night (Inst.) Sáng tác: Super Bomb                  | 7                     | KOR: 9,274+ |
| Full Moon                       | Ngày phát hành: 12/1/2018 Nhãn đĩa: Happy Face Entertainment, Interpark Music Định dạng: CD, Digital Download | 1. Full Moon (bài hát chủ đề) Sáng tác: Ollounder, LEEZ Lời bài hát: Ollounder, LEEZ 2. Full Moon (Inst.) Sáng tác: Ollounder, LEEZ |                       |             |
| Over The Sky                    | Ngày phát hành: 13/1/2019 Nhãn đĩa: Happyface Entertainment Định dạng: Digital download                       | 1. Over The Sky 2. Over The Sky (Instrumental) |                       |             |
| Reason                          | Ngày phát hành: 13/1/2023 Nhãn đĩa: Dreamcatcher Company Định dạng: Digital download                          | 1. Reason 2. Reason (Instrumental) |                       |             |

## Chương trình truyền hình
| Năm  | Tên                 | Mạng       | Tập        |
| ---- | ------------------- | ---------- | ---------- |
| 2017 | Dreamcatcher's Note | YouTube    |            |
| 2017 | MV Bank Stardust    | KBS2       |            |
| 2017 | Open Concert        | KBS        |            |
| 2017 | K-Poppin'           | Arirang TV |            |
| 2017 | Fact in Star        | TBS        |            |
| 2018 | viu beauty          | viu        | Episode 7  |
| 2019 | viu beauty          | viu        | Episode 68 |
| 2021 | Dreamcatcher Mind   | YouTube    |            |

## Concerts
SPECIAL CONCERTS
- Dreamcatcher 1st Concert – Fly High in Japan (2017)
- Dreamcatcher 1st Concert in Seoul – Welcome to the Dream World (2018)
- Dreamcatcher Halloween in Seoul - Apocalypse: Broken Halloween (2022)

TOURS
- Dreamcatcher 1st World Tour – Fly High in Brazil (2017)
- Dreamcatcher 1st World Tour – Fly High in Europe (2018)
- Dreamcatcher Welcome to the Dream World in Latín America (2018)
- Dreamcatcher Welcome to the Dream World in Taiwan (2018)
- Dreamcatcher Concert: Invitation from Nightmare City in Southeast Asia (2019)
- Dreamcatcher Concert: Invitation from Nightmare City in Seoul (2019)
- Dreamcatcher Concert: Invitation from Nightmare City in Japan (2019)
- Dreamcatcher Concert: Invitation from Nightmare City in Australia (2019)
- Dreamcatcher Concert: Invitation from Nightmare City in Kuala Lumpur (2019)
- Dreamcatcher Concert: Invitation from Nightmare City in Europe (2019)
- Dreamcatcher Concert: Invitation from Nightmare City in USA (2019)
- Dreamcatcher World Tour: USA (2022)
- Dreamcatcher World Tour: Mexico (2022)
- Dreamcatcher World Tour: Europe (2022)
- Dreamcatcher US Tour:Reason:Makes(2023)
- Dreamcatcher World Tour:Apocalypse:From Us(2023)

ONLINE CONCERTS
- Dreamcatcher Concert Global Streaming Into the Night & Dystopia - First online concert (2020)
- Dreamcatcher Dystopia: Seven Spirits online concert with Live Band (2020)
- Dreamcatcher Concert Crossroads: Part 1. Utopia & Part 2. Dystopia (2021)
- Dreamcatcher Concert: Halloween Midnight Circus (2021)

## Videography
| Year         | Title                                              | Director(s)                                                                                 | Ref.   |      |
| Minx         | Minx                                               | Minx                                                                                        | Minx   | Minx |
| ------------ | -------------------------------------------------- | ------------------------------------------------------------------------------------------- | ------ | ---- |
| 2014         | "Why Did You Come to My Home" (우리 집에 왜 왔니?) | Kim Se-hee (Korlio)                                                                         | [ 6 ]  |      |
| 2014         | "Rockin' Around the Christmas Tree"                | Không biết                                                                                  | [ 7 ]  |      |
| 2015         | "Love Shake"                                       | Choi                                                                                        | [ 9 ]  |      |
| Dreamcatcher |                                                    |                                                                                             |        |      |
| 2017         | "Chase Me"                                         | Digipedi                                                                                    | [ 11 ] |      |
| 2017         | "Good Night"                                       | Digipedi                                                                                    | [ 12 ] |      |
| 2017         | "Fly High"                                         | Yoo Sung-kyun (Sunny Visual Production Lưu trữ ngày 1 tháng 9 năm 2020 tại Wayback Machine) | [ 14 ] |      |
| 2018         | "You and I"                                        | Yoo Sung-kyun (Sunny Visual Production Lưu trữ ngày 1 tháng 9 năm 2020 tại Wayback Machine) | [ 15 ] |      |
| 2018         | "What"                                             | Yoo Sung-kyun (Sunny Visual Production Lưu trữ ngày 1 tháng 9 năm 2020 tại Wayback Machine) | [ 16 ] |      |
| 2018         | "What" (Japanese ver.)                             | Yoo Sung-kyun (Sunny Visual Production Lưu trữ ngày 1 tháng 9 năm 2020 tại Wayback Machine) | [ 17 ] |      |
| 2019         | "Piri"                                             | Hong Won-ki (Zanybros)                                                                      | [ 18 ] |      |
| 2019         | "Piri" (Japanese ver.)                             | Hong Won-ki (Zanybros)                                                                      | [ 19 ] |      |
| 2019         | "Breaking Out"                                     | Dari                                                                                        | [ 20 ] |      |
| 2019         | "Deja Vu"                                          | Yoo Sung-kyun (Sunny Visual Production)                                                     |        |      |
| 2019         | "Deja Vu" (Moving Illustration)                    | Không biết                                                                                  |        |      |
| 2019         | "Deja Vu" (Japanese Ver.) (Moving Illustration)    | Không biết                                                                                  |        |      |
| 2020         | "Scream"                                           | Yoo Sung-Kyun (Sunny Visual Production)                                                     |        |      |
| 2020         | "Endless Night"                                    | Wani                                                                                        | [ 21 ] |      |
| 2020         | "SAHARA"                                           | Dreamcatcher                                                                                |        |      |
| 2020         | "Be the Future"                                    | Jhyung Shim (Zanybros)                                                                      | [ 22 ] |      |
| 2020         | "R.o.S.E BLUE"                                     | Không biết                                                                                  |        |      |
| 2020         | "BOCA"                                             | Yoo Sung-Kyun (Sunny Visual Production)                                                     |        |      |
| 2020         | "Break The Wall"                                   | Dreamcatcher                                                                                |        |      |
| 2020         | "NO MORE"                                          | Pokage                                                                                      | [ 23 ] |      |
| 2021         | "Odd Eye"                                          | Yoo Sung-Kyun (Sunny Visual Production)                                                     |        |      |
| 2021         | "Poison Love"                                      | Dreamcatcher                                                                                |        |      |
| 2021         | "Eclipse"                                          |                                                                                             |        |      |
| 2021         | "BEcause"                                          |                                                                                             |        |      |
| 2022         | "Maison"                                           |                                                                                             |        |      |
| 2022         | "Cherry"                                           | Dreamcatcher                                                                                |        |      |
| 2022         | "No Dot"                                           | Dreamcatcher                                                                                |        |      |
| 2022         | "Entrancing"                                       | Dreamcatcher                                                                                |        |      |
| 2022         | "Winter"                                           | Dreamcatcher                                                                                |        |      |
| 2022         | "For"                                              | Dreamcatcher                                                                                |        |      |
| 2022         | "Beauty Full"                                      | Dreamcatcher                                                                                |        |      |
| 2022         | "Playground                                        | Dreamcatcher                                                                                |        |      |
| 2022         | "Vision"                                           |                                                                                             |        |      |
| 2023         | "Reason"                                           |                                                                                             |        |      |

## Giải thưởng và đề cử

### MAMA (Mnet Asian Music Awards)
| Năm  | Hạng mục đề cử giải thưởng                     | Kết quả   |
| ---- | ---------------------------------------------- | --------- |
| 2017 | Best Female Rookie (Tân binh nữ xuất sắc nhất) | Đề cử     |
| 2017 | Qoo10 Nghệ sĩ của năm                          | Đoạt giải |

### MMA (Melon Music Awards)
| Năm  | Hạng mục đề cử giải thưởng           | Kết quả |
| ---- | ------------------------------------ | ------- |
| 2017 | Best Rookie (Tân binh xuất sắc nhất) | Đề cử   |

### Korea Brand of the Year
| Năm  | Hạng mục đề cử giải thưởng                      | Kết quả |
| ---- | ----------------------------------------------- | ------- |
| 2018 | Female Idol of the Year (Nữ thần tượng của năm) | Đề cử   |

### Keum Yeong Star Awards
| Năm  | Hạng mục đề cử giải thưởng             | Kết quả   |
| ---- | -------------------------------------- | --------- |
| 2018 | Promising Idol (Thần tượng triển vọng) | Đoạt giải |

### Soribada Best K-Music Awards
| Năm  | Hạng mục đề cử giải thưởng                            | Kết quả |
| ---- | ----------------------------------------------------- | ------- |
| 2019 | Best Performance Award (Màn trình diễn xuất sắc nhất) | Đề cử   |

### TTA (TenAsias's Top Ten Awards)
| Năm  | Hạng mục đề cử giải thưởng                                | Kết quả   |
| ---- | --------------------------------------------------------- | --------- |
| 2020 | Best Global Artist Award (Nghệ sĩ toàn cầu xuất sắc nhất) | Đoạt giải |

### K Global HDA (Heart Dream Awards)
| Năm  | Hạng mục đề cử giải thưởng                | Kết quả   |
| ---- | ----------------------------------------- | --------- |
| 2022 | Best Music Video (Video âm nhạc tốt nhất) | Đoạt giải |

### 30th Hanteo Music Awards 2022
| Năm  | Hạng mục đề cử giải thưởng                                | Kết quả   |
| ---- | --------------------------------------------------------- | --------- |
| 2022 | Best Global Artist Award (Nghệ sĩ toàn cầu xuất sắc nhất) | Đoạt giải |

## Chương trình âm nhạc

#### The Show
| Năm  | Ngày       | Bài hát     | Điểm |
| ---- | ---------- | ----------- | ---- |
| 2022 | 26 tháng 4 | "MAISON"    | 7914 |
| 2023 | 30 tháng 5 | "BONVOYAGE" | 9030 |

#### Show Champion
| Năm  | Ngày       | Bài hát     | Điểm |
| ---- | ---------- | ----------- | ---- |
| 2022 | 20 tháng 4 | "MAISON"    | 6545 |
| 2023 | 31 tháng 5 | "BONVOYAGE" | 4732 |

## Liên kết
1. ↑  [쇼챔 1위] 4월 셋째 주 챔피언송 드림캐쳐 앵콜 Full ver., truy cập ngày 7 tháng 6 năm 2022
2. ↑  "Dreamcatcher (KR)". www.primaverasound.com. Truy cập ngày 7 tháng 6 năm 2022.
3. ↑  Viu (ngày 27 tháng 8 năm 2018), Episode 7, truy cập ngày 11 tháng 4 năm 2019
4. ↑  Viu (ngày 2 tháng 3 năm 2019), Episode 68, truy cập ngày 11 tháng 4 năm 2019
5. ↑  "Minx – Why Did You Come To My Home". August Frogs. ngày 23 tháng 1 năm 2015. Lưu trữ bản gốc ngày 9 tháng 8 năm 2019. Truy cập ngày 7 tháng 4 năm 2017.
6. ↑  [MV] 밍스(MINX) _ 우리 집에 왜 왔니? (Why Did You Come To My Home?). Lưu trữ bản gốc ngày 1 tháng 7 năm 2019. Truy cập ngày 13 tháng 1 năm 2017.
7. ↑  Dal★Shabet (달샤벳) X Minx (밍스) - Rockin' Around The Christmas Tree. Lưu trữ bản gốc ngày 9 tháng 8 năm 2019. Truy cập ngày 13 tháng 1 năm 2017.
8. ↑  Love Shake (photobook). Minx. South Korea: Interpark, Windmill ENT. 2015. Credits.{{Chú thích ghi chú album}}:  Quản lý CS1: tham số others trong cite AV media (liên kết)
9. ↑  [MV] 밍스(MINX) _ Love Shake. Lưu trữ bản gốc ngày 10 tháng 5 năm 2019. Truy cập ngày 13 tháng 1 năm 2017.
10. ↑  
  - Nightmare (photobook). Dreamcatcher. South Korea: Interpark, Windmill ENT. 2017. Credit.{{Chú thích ghi chú album}}:  Quản lý CS1: tham số others trong cite AV media (liên kết)
  - Fall Asleep in the Mirror (photobook). Dreamcatcher. South Korea: Interpark, Windmill ENT. 2017. Credit.{{Chú thích ghi chú album}}:  Quản lý CS1: tham số others trong cite AV media (liên kết)
11. ↑  Dreamcatcher (드림캐쳐) Chase Me MV. Lưu trữ bản gốc ngày 3 tháng 1 năm 2020. Truy cập ngày 13 tháng 1 năm 2017.
12. ↑  Dreamcatcher (드림캐쳐) Good Night MV. Lưu trữ bản gốc ngày 3 tháng 12 năm 2019. Truy cập ngày 9 tháng 8 năm 2017.
13. ↑  Prequel (photobook). Dreamcatcher. South Korea: Interpark, Windmill ENT. 2017. Credit.{{Chú thích ghi chú album}}:  Quản lý CS1: tham số others trong cite AV media (liên kết)
14. ↑  Dreamcatcher (드림캐쳐) '날아올라 (Fly high)' MV. Lưu trữ bản gốc ngày 16 tháng 2 năm 2020. Truy cập ngày 9 tháng 8 năm 2017.
15. ↑  Happyface entertainment (ngày 10 tháng 5 năm 2018), Dreamcatcher (드림캐쳐) 'You and I' MV, lưu trữ bản gốc ngày 9 tháng 8 năm 2019, truy cập ngày 11 tháng 5 năm 2018
16. ↑  Happyface entertainment (ngày 20 tháng 9 năm 2018), Dreamcatcher (드림캐쳐) 'What' MV, lưu trữ bản gốc ngày 11 tháng 10 năm 2018, truy cập ngày 30 tháng 9 năm 2018
17. ↑  "[MV] Dreamcatcher「What-Japanese ver.-」". YouTube. Lưu trữ bản gốc ngày 8 tháng 2 năm 2020. Truy cập ngày 19 tháng 12 năm 2018.
18. ↑  Dreamcatcher (드림캐쳐) 'Piri' (피리) MV (bằng tiếng Anh), lưu trữ bản gốc ngày 16 tháng 3 năm 2019, truy cập ngày 4 tháng 9 năm 2019
19. ↑  [MV] Dreamcatcher「PIRI～笛を吹け～-Japanese ver.-」 (bằng tiếng Anh), lưu trữ bản gốc ngày 21 tháng 3 năm 2019, truy cập ngày 4 tháng 9 năm 2019
20. ↑  楽曲情報 アーティスト名 Dreamcatcher 楽曲タイトル Breaking Out (bằng tiếng Nhật), lưu trữ bản gốc ngày 17 tháng 7 năm 2020, truy cập ngày 29 tháng 1 năm 2020
21. ↑  楽曲情報 アーティスト名 Dreamcatcher 楽曲タイトル Endless Night (bằng tiếng Nhật), lưu trữ bản gốc ngày 17 tháng 7 năm 2020, truy cập ngày 15 tháng 3 năm 2020
22. ↑  Millenasia Project 'Be The Future' (feat. Dreamcatcher, AleXa & IN2IT) | Official Music Video (bằng tiếng Hàn), lưu trữ bản gốc ngày 10 tháng 5 năm 2020, truy cập ngày 8 tháng 5 năm 2020
23. ↑  [MV] DREAMCATCHER「NO MORE」 (bằng tiếng Nhật), lưu trữ bản gốc ngày 22 tháng 11 năm 2020, truy cập ngày 23 tháng 11 năm 2020

- Official Website Lưu trữ ngày 9 tháng 5 năm 2017 tại Wayback Machine
- Official Twitter
- 1st Official Instagram
- 2nd Official Instagram| Bài viết này vẫn còn sơ khai. Bạn có thể giúp Wikipedia mở rộng nội dung để bài được hoàn chỉnh hơn. |